# Ardvi
Ardvi (en arménien Արդվի) est une communauté rurale du marz de Lorri en Arménie. En 2008, elle compte 200 habitants.